# Communistische Arbeidspartij van Turkije
De Communistische Arbeidspartij van Turkije (Turks: Türkiye Komünist Emek Partisi, TKEP) is een illegale communistische partij in Turkije. De TKEP werd opgericht op 1 mei 1980 door het Volksbevrijdingsleger van Turkije-Vereniging in Strijd (THKO-MB).
De secretaris-generaal van de TKEP was Teslim Töre. Hij werd in 1933 gevangengezet.
De TKEP is voorstander voor Koerdische autonomie. In 1982 ontstond binnen de TKEP de Communistische Partij van Koerdistan (KKP). In 1990 splitste de KKP zich af van de TKEP.
In 1990 splitste de Communistische Arbeidspartij van Turkije/Leninist (TKEP/L) zich ook af van de TKEP. De TKEP/L wilde doorgaan met een gewapende strijd.